# Гней Манлій Цинціннат
Гней Манлій Цинціннат (лат. Gnaeus Manlius Cincinnatus; ? — 480 до н. е.) — політичний та військовий діяч часів ранньої Римської республіки.

## Життєпис
Походив з патриціанського роду Манліїв. Син Публія Манлія Цинцінната. Про молоді роки немає відомостей. 
У 480 році до н. е. його було обрано консулом разом з Марком Фабієм Вібуланом. Спочатку разом з колегою вимушений був протистояти спробам народного трибуна Тиберія Понтифіція провести аграрну реформу на кшталт спроб Кассія Вісцеліна. Манлій разом із колегою та за допомогою сенату зуміли перетягнути на свій бік інших народних трибунів. Усі разом вони завадили планам Понтифіція.
Того року розпочалася війна з містом-державою Вейї, до яких приєдналися інші етруські міста. Тому Цинціннат разом з Фабієм рушив проти ворога. Після тривалої підготовки відбулася битва між римлянами й етрусками (точне місце битви невідоме). Під час запеклої битви Манлій звитяжно бився, змусивши ворога відступити до свого табору. Але тут у запеклій сутичці його було вбито.